# Колосовський Леонід Олегович
Леонід Олегович Колосовський (нар. 17 серпня 1984) — український кліпмейкер і режисер. Працює з популярними українськими та російськими виконавцями, відео-роботи Колосовкого набирають мільйони переглядів на YouTube.

## Біографія
Народився 17 серпня 1984 року у місті Житомирі у родині технічної інтелігенції.

### Родина
Тато — Колосовський Олег Леонідович — по професії інженер-механік, працює експертом по підйомним механізмам, мати — Колосовська Людмила Олексіївна — викладач технічних дисциплін у коледжі. У Леоніда є старша сестра Олена.

### Навчання
Середню освіту здобув у Гуманітарній гімназії № 23 у Житомирі. Леонід не був відмінником, але проявив себе у творчості — з 8 класу був капітаном шкільної команди КВН, а також грав на гітарі і писав пісні, з котрими брав участь у всеукраїнських конкурсах.
Після закінчення школи, у 18 років, переїхав у Київ.
У 2003 році вступив до Академію праці, соціальних відносин та туризму федерації профспілок України на юридичний факультет.

### Творчий шлях
У студентські роки Леонід продовжив займатися творчістю. На першому курсі він створив власний гурт «СВЧ», а пізніше підписав контракт з продюсерським центром «Star open space» як артист.
У 2004 році Леонід створює групу «Da Vinchi», яка була достатньо успішною в українському шоу-бізнесі по 2007 г. У групі Колосовський виступав як фронтмен та автор пісень.
У 2008 році Леонід зупиняє музичну кар‘єру i як адміністратор знімальної групи починає співпрацю з Володимиром Якименко у компанії Pistolet Film.
У 2009 році починає співпрацювати з кліпмейкером Сергієм Ткаченко i працювати у пізніше створеній  компанії RENTGENFILM.
У 2010 році з Леонидом з‘явзується Олексій Потапенко i пропонує співпрацю з компанією MOZGI Entertainment у якості продюсера декількох кліпів. Так, першими роботами у портфоліо Колосовського стали кліпи для групи Время и Стекло на пісні «Любови Точка Нет» i «Серебряное моря», а також для групи Потап i Настя на пісню «Если вдруг».
У листопаді 2011 року Леонід Колосовський, Олексій Потапенко та Ірина Горова на партнерских умовах створюють відео-студію MOZGI Production, котра займається виробництвом відеокліпів.
Дебютной роботою Леонида Колосовського у якості режисера став кліп 2013 року для групи ДИКЕ.фільми на пісню «Навпаки», слова i музику до якої також написав Леонід. Через кілька тижнів він знімає кліп для Оли Поляковой на пісню «Шлёпки». Жага займатися режисурою закріпили видеокліпи на пісню «Все пучком» для Потапа i Насті, а також «Потанцуй со мною» для Время и Стекло.
Фірмовий почерк режисера був визначений з кліпів 2015 року для Потапа і Насті «Бумдиггибай» і «Имя 505» групи Время и стекло (кліп-рекордсмен, котрий набрав у YouTube понад 160 мільйонів переглядів).
Всі роботи кліпмейкера налічують мільйони переглядів на YouTube, за що Колосовський отримав прізвисько «Льончик-міліончик».

## Нагороди і номінації
- Номінації
  - 2015 рік
    - «Кліпмейкер року» за версією української музичної премії M1 Music Awards.

  - 2016 рік
    - кліп «Имя 505» групи Время и Стекло у номінації «Найкращий видеоклип» по версії музичної премії YUNA.
    - кліп «Бумдиггибай» дуету Потап i Настя в номінації «Відео на виїзді» за версією музичної премії RU.TV.
    - кліп «Стиль собачки» дуету Потап i Настя feat. Бьянка у номінації «Найсексуальніше відео» за версією музичної премії RU.TV.

  - 2017 рік
    - кліп «Навернопотомучто» групи Время и Стекло у номінації «Лучший видеоклип» по версії музичної премії YUNA.
    - кліп «Умамы» дуэта Потап і Настя у номінації «Лучший видеоклип» по версії музичної премії Yuna.
    - кліп «Романс» групи «Пицца» у номінації «Лучшее чоловіче видео» по версії музичної премії Муз-ТВ.
    - кліп «Навернопотомучто» групи Время и Стекло у номінації «Лучшее видео» по версії музичної премії Муз-ТВ.
    - кліп «У твоїй голове» Діми Білана у номінації «Лучшее видео» по версії музичної премії Муз-ТВ.
    - кліп «Навернопотомучто» групи Время и Стекло у номінації «Лучший танцевальный кліп» за версією музичної премії RU.TV.
- Нагороди
  - 2016 рік
    - «Кліпмейкер року» за версією української музичної премії M1 Music Awards .[2]

  - 2017 рік
    - «Кліпмейкер року» по версії Першої чоловічої премії «XXL Men's Awards»[3]
    - перемога кліпа Діми Білана «В твоей голове» у номінації «Краще відео» по версії премії Муз-ТВ.

## Відеокліпи
2009 рік
1. M&M's Жовтий Джаз — «Снова Разом» Відео на YouTube

2013 рік
1. ДИКЕ.фільми — «Навпаки» Відео на YouTube
2. Оля Полякова — «#Шлёпки» Відео на YouTube
3. Потап і Настя — «Все пучком» Відео на YouTube
4. Время и Стекло — «Потанцуй з мною» Відео на YouTube
5. Аркадій Лайкін — «Сексуальный» Відео на YouTube

2014 рік
1. Аркадий Лайкин — «Малименя» Відео на YouTube
2. Елена Есенина — «Болюче» Відео на YouTube
3. Группа 30.02 — «ПРИМЕРОМ» Відео на YouTube
4. Диана Гурцкая — «Тебе теряю» Відео на YouTube
5. MMDANCE — «Друзья» Відео на YouTube
6. Потап і Настя -— «Уди Уди» Відео на YouTube
7. MOZGI — «Хлам» Відео на YouTube

2015 рік
1. Ян Марти — «Гейзер Пристрасті» Відео на YouTube
2. MOZGI — «Ножомпо» Відео на YouTube
3. Потап і Настя — «Бумдиггибай» Відео на YouTube
4. Время и Стекло — «Ім'я 505» Відео на YouTube
5. MOZGI — «Хит моего лета» Відео на YouTube
6. Потап і Настя feat. Бьянка — «Стиль собачки» Відео на YouTube
7. Григорий Юрченко — «Ты такая» Відео на YouTube
8. Время и Стекло — «Песня 404» Відео на YouTube

2016 рік
1. Артем Пивоваров — «Стихія» Відео на YouTube
2. ГРОТ — «Земляне» Відео на YouTube
3. Потап і Настя — «Умамы» Відео на YouTube
4. Юлія Думанська — «Стреляй» Відео на YouTube
5. MOZGI — «Любовь» Відео на YouTube
6. Время и Стекло — «Навернопотомучто» Відео на YouTube
7. Юліана Караулова — «Розбита любов» Відео на YouTube
8. Дима Билан — «У твоїй голове» Відео на YouTube
9. Гурт Піца — «Романс» Відео на YouTube
10. Лоліта — «На Титанике» Відео на YouTube
11. Michelle Andrade feat. MOZGI — «Amor» Відео на YouTube

2017 рік
1. Потап і Настя — «ЗАГИНУ……ЗАГИНУ» Відео на YouTube
2. Градуси — «Хочется» Відео на YouTube
3. Время и Стекло — «На стилі» Відео на YouTube
4. Burito — «По волнам» Відео на YouTube
5. SMASH & VENGEROV — «Love & Pride» Відео на YouTube
6. MOZGI — «Атятя» Відео на YouTube
7. Полина Гагарина — «Драми більше ні» Відео на YouTube
8. Diana D — «Ныряй» Відео на YouTube
9. Дима Билан — «Тримай» Відео на YouTube
10. Костя Битеев — «Восемь разбитых сердец» Відео на YouTube
11. Група Пицца — «Назад» Відео на YouTube
12. DZIDZIO — «Вихідний» Відео на YouTube
13. Билан/Лазарев — «Прости меня» Відео на YouTube
14. Юліана Караулова -— «Просто так» Відео на YouTube

2018 рік
1. IOWA — «Молчишь на мене» Відео на YouTube
2. Дима Билан — «Дівча, не плачь» Відео на YouTube
3. Полина Гагарина — «Камень на сердце» Відео на YouTube
4. MOZGI — «Влажный Пляжный Движ» Відео на YouTube
5. Open Kids — «Стикером» Відео на YouTube
6. MOZGI — «Полюбэ» Відео на YouTube
7. Время и Стекло — «Пісня про лице» Відео на YouTube

2019 рік
1. Ленинград — «i-$uss» Відео на YouTube
2. Олена Темнікова — 
«Бабочки»,
«Нi зв'язки» Відео на YouTube,
«Говорила», Відео на YouTube,
«Душит ювелирка» Відео на YouTube
3. Лоліта — «Папа»
4. NK —
«Elefante» Відео на YouTube,
«Попа как у Ким» Відео на YouTube
5. Володимир Дантес — «Теперь тебе 30» Відео на YouTube

2020 рік
1. Володимир Дантес — «Более или менее» Відео на YouTube